# San Sebastián Tlacotepec
San Sebastián Tlacotepec är en kommun i Mexiko.   Den ligger i delstaten Puebla, i den sydöstra delen av landet, 270 km öster om huvudstaden Mexico City. Antalet invånare är 13 534. Arean är 241 kvadratkilometer.
Terrängen i San Sebastián Tlacotepec är bergig åt sydväst, men åt nordost är den kuperad.
Följande samhällen finns i San Sebastián Tlacotepec:
- San Martín Mazateopan
- Tentziantla
- Buena Vista de Cuauhtémoc
- Cuaxuchpa
- Naranjastitla de Victoria
- Vista Hermosa
- La Cumbre
- Tecolotepec
- Teololulco
- San José Petlapa
- Ovatero y Atexaca
- Tepexilotla
- Playa Nueva
- Tepetla
- La Guacamaya
- Ocotzocuabtla
- Cruztitla
- Ojo de Agua
- Yovalastoc
- El Mirador
- Xalatiopa
- Libres
- El Carpintero
- La Palma
- Peña Alta
- Barrio Guadalupe
- Agua Azul
- La Cotorra